# Tortilla Soup
Tortilla Soup è un film del 2001 diretto da Maria Ripoll. È un remake del film Mangiare bere uomo donna del 1994 diretto da Ang Lee.

## Trama
Martin è un ristoratore vedovo di origini messicane che incontra le sue tre figlie ogni weekend per un pranzo in famiglia, opportunità per poter condividere le notizie della settimana.